# 여수미평초등학교
여수미평초등학교는 대한민국 전라남도 여수시에 있는 공립 초등학교이다.

## 학교 연혁
- 1938년 4월 1일 사립미평심상소학교 개교
- 1944년 4월 1일 여수미평공립국민학교 개칭
- 1996년 3월 1일 여수미평초등학교 개칭
- 2016년 3월 1일 제31대 이명숙 교장 부임
- 2019년 3월 1일 제32대 오만기 교장 부임

## 참고 자료
- 여수미평초등학교 - 한국교육학술정보원 학교알리미